# Observatório Archenhold
O Observatório Archenhold, cujo nome homenageia Friedrich Simon Archenhold, é um observatório astronômico localizado em Berlim.